# Lood-203
Lood-203 of 203Pb is een onstabiele radioactieve isotoop van lood, een hoofdgroepmetaal. De isotoop komt van nature niet op Aarde voor.
Lood-203 kan ontstaan door radioactief verval van bismut-203 of polonium-207.
{\displaystyle {\ce {{^{203}_{83}Bi}->{^{203}_{82}Pb}+{e^{+}}+{\nu }_{e}}}}
{\displaystyle {\ce {{^{207}_{84}Po}->{^{203}_{82}Pb}+\,_{2}^{4}\alpha }}}

## Radioactief verval
Lood-203 vervalt door elektronenvangst tot de stabiele isotoop thallium-203:
{\displaystyle {\ce {{^{203}_{82}Pb}+{e^{-}}->{^{203}_{81}Tl}+{\nu }_{e}}}}
De halveringstijd bedraagt iets meer dan 2 dagen.
178Pb · 179Pb · 180Pb · 181Pb · 182Pb · 183Pb · 183mPb · 184Pb · 185Pb · 185mPb · 186Pb · 187Pb · 187mPb · 188Pb · 188m1Pb · 188m2Pb · 189Pb · 189mPb · 190Pb · 190m1Pb · 190m2Pb · 190m3Pb · 191Pb · 191mPb · 192Pb · 192m1Pb · 192m2Pb · 192m3Pb · 193Pb · 193m1Pb · 193m2Pb · 194Pb · 195Pb · 195m1Pb · 195m2Pb · 196Pb · 196m1Pb · 196m2Pb · 196m3Pb · 196m4Pb · 197Pb · 197m1Pb · 197m2Pb · 198Pb · 198m1Pb · 198m2Pb · 198m3Pb · 199Pb · 199m1Pb · 199m2Pb · 200Pb · 201Pb · 201m1Pb · 201m2Pb · 202Pb · 202m1Pb · 202m2Pb · 202m3Pb · 203Pb · 203m1Pb · 203m2Pb · 203m3Pb · 204Pb · 204m1Pb · 204m2Pb · 204m3Pb · 205Pb · 205m1Pb · 205m2Pb · 205m3Pb · 206Pb · 206m1Pb · 206m2Pb · 207Pb · 207mPb · 208Pb · 208mPb · 209Pb · 210Pb · 210mPb · 211Pb · 212Pb · 212mPb · 213Pb · 214Pb · 215Pb · 216Pb · 217Pb · 218Pb · 219Pb · 220Pb